# Gibbera lycopodii
Gibbera lycopodii är en svampart som tillhör divisionen sporsäcksvampar och som beskrevs av Lennart Holm och Kerstin Holm. 
Gibbera lycopodii ingår i släktet Gibbera och familjen Venturiaceae. Arten är reproducerande i Sverige.